# Enfermería

La lámpara de aceite es el símbolo tradicional de la enfermería. Su historia se remonta a Florence Nightingale, quien fue conocida como la «Dama de la lámpara».

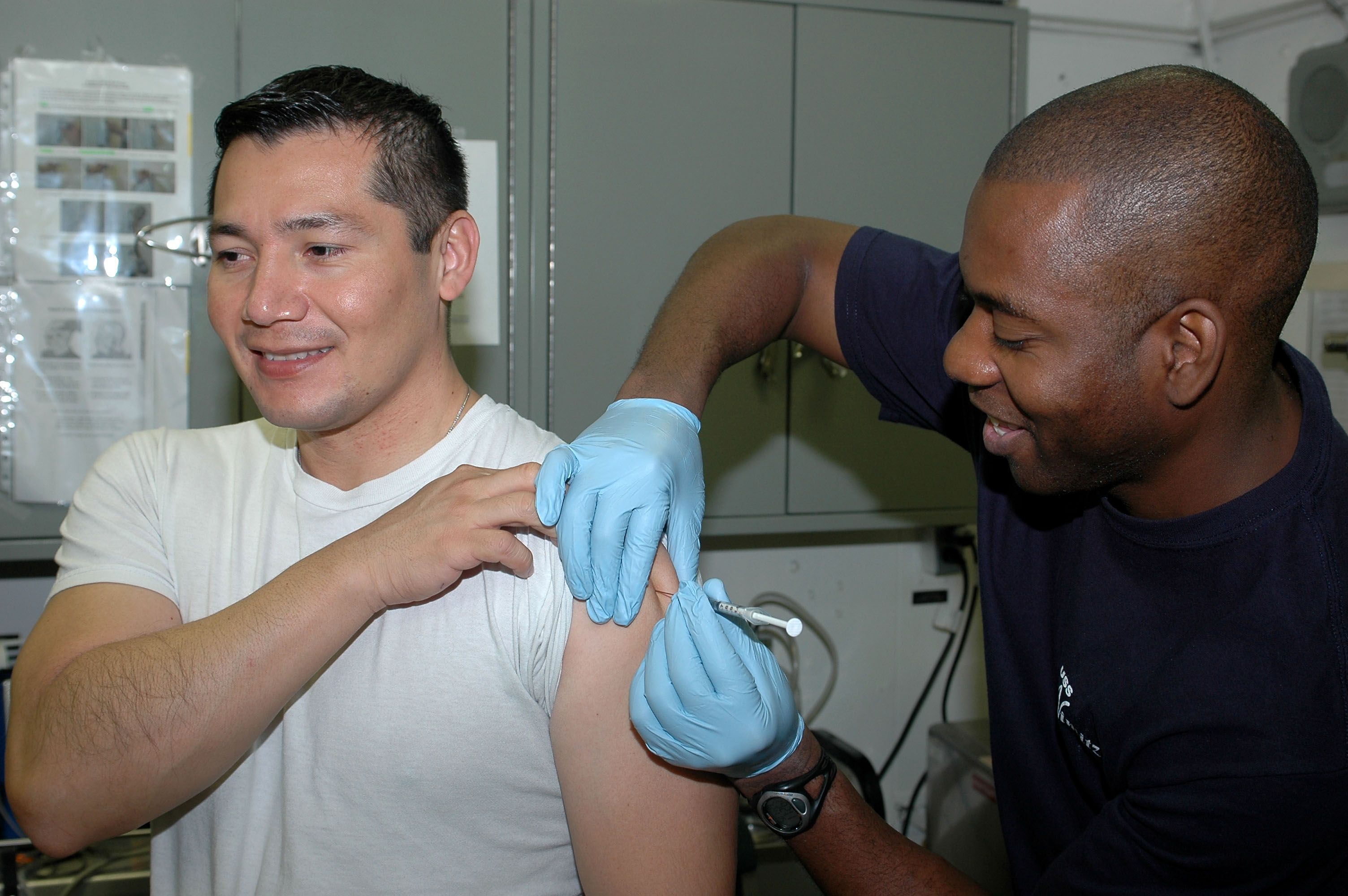
Un enfermero vacunando a un soldado de la marina estadounidense

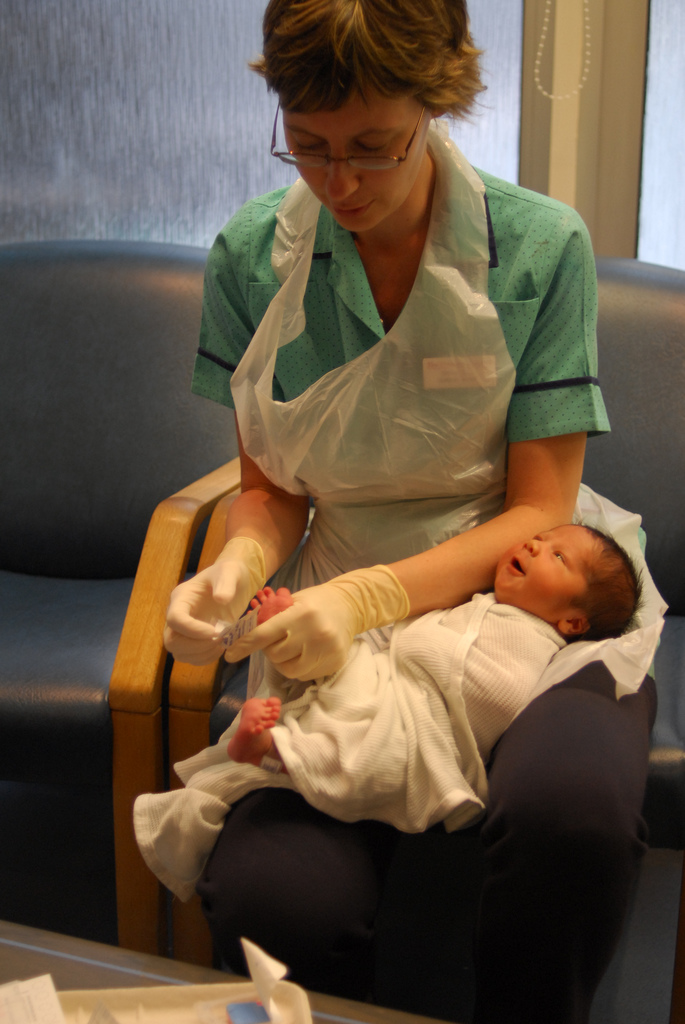
Una enfermera inglesa cuidando a un lactante en 2006

La enfermería (del latín in-, «negación»; firmus, firma, firmum, «firme, resistente, fuerte»; y -eria, «actividad, establecimiento» o «actividad, establecimiento [relacionado] con los no firmes, no fuertes [enfermos]») es la disciplina que se dedica al cuidado y atención de enfermos y heridos, así como a otras tareas de asistencia sanitaria, clínicas y a la promoción de la salud y prevención de la enfermedad. Forma parte de las ciencias de la salud, trabajando de forma autónoma e independiente y, a su vez, formando parte de un equipo multidisciplinario. La enfermería abarca la atención autónoma y en colaboración dispensada a personas de todas las edades y tamaños,familias, grupos y comunidades, enfermos o no, y en todas circunstancias. Comprende la promoción de la salud, la prevención de enfermedades y la atención dispensada a enfermos, discapacitados y personas en situación terminal.

## Definiciones y conceptos

### Definiciones de la enfermería
Según el Consejo Internacional de Enfermería, esta se define del siguiente modo:

La enfermería tradicional abarca los cuidados autónomos y en colaboración, que se prestan a las personas de todas las edades, familias, grupos y comunidades, enfermos o sanos en todos los contextos, e incluyen la de la salud, la prevención de la enfermedad, y los cuidados de los enfermos, discapacitados y personas moribundas. Las funciones esenciales de la enfermería son la defensa, el fomento de un entorno seguro, la investigación, la participación en la política de salud y en la gestión de los pacientes y los sistemas de salud, y la formación.

La Asociación Norteamericana de Enfermeros declara desde 1987, en un documento denominado «Nursing: A Social Policy Statement», a la enfermería como: «El diagnóstico y tratamiento de las respuestas humanas ante problemas de salud reales o potenciales».
La primera Teoría de enfermería nace con Florence Nightingale, a partir de allí aparecen nuevos modelos, cada uno de los cuales aporta una filosofía de entender la enfermería y el cuidado. Las enfermeras comenzaron a centrar su atención en la adquisición de conocimientos técnicos que les eran delegados, y con la publicación del libro «Notas de Enfermería» de Florence Nightingale en 1859 se sentó la base de la enfermería profesional.

### Conceptos de la enfermería
- autocuidado
- investigación en cuidados
- metaparadigma de enfermería
- metodología de los cuidados enfermeros: proceso de atención de enfermería
- modelos y teorías de la enfermería

## Profesionales de enfermería
El profesional de enfermería tiene diferentes niveles de estudio y funciones en el mundo. Ni siquiera se encuentra bien estandarizado en el territorio europeo. En España la enfermería tiene dos niveles: El Grado universitario en Enfermería (hasta 2009 era una diplomatura) y el ciclo de Técnico en Cuidados Auxiliares de Enfermería (titulados de grado medio de formación profesional). Sus funciones son los cuidados de enfermería de individuos de todas las edades, familias, grupos y comunidades.

### España
En España, por ley los enfermeros diplomados o graduados son los responsables de la dirección, evaluación y prestación de los cuidados de enfermería orientados a la promoción, mantenimiento y recuperación de la salud, así como a la prevención de enfermedades y discapacidad. Algunos enfermeros diplomados o graduados están capacitados para realizar las funciones de enfermería asistencial, administrativa, docente e investigadora. También existe la figura del llamado enfermero supervisor, cuya función es supervisar y organizar el trabajo y el entorno físico de trabajo de todos los profesionales que existen en la unidad a su cargo. Los enfermeros tienen funciones independientes (las relativas al cuidado) e interdisciplinares (administración de medicación, vendajes especiales y técnicas invasivas).
La profesión de enfermería ha recibido diferentes nomenclaturas a lo largo de su historia en España. Hace años, se conocían como practicantes. Tras la creación de escuelas para la formación de ayudantes técnicos sanitarios, entre los años 1950 y 1970, se acuñó el término ATS (Ayudante Técnico Sanitario). En 1977, se crearon las Escuelas Universitarias de Enfermería, donde se formaban a los profesionales con una titulación universitaria de diplomatura, pasando a denominarse popularmente sin ser término oficial D.U.E. (Diplomado Universitario en Enfermería). En la actualidad, con la aplicación del Plan Bolonia en las universidades españolas, las antiguas escuelas han pasado a denominarse facultades y se habla de enfermeros graduados tras realizar cuatro años de carrera universitaria.
Por otra parte, los auxiliares son profesionales que trabajan en equipo con los enfermeros y son conocidos actualmente como técnicos en cuidados auxiliares de enfermería, antiguamente denominados técnicos auxiliares de enfermería o auxiliares de enfermería. Obtienen su título tras dos cursos académicos de preparación —no universitarios. Tienen formación profesional de grado medio.
Cronología de los Técnicos en Cuidados Auxiliares de Enfermería:
- En la década de 1960, aparecen los primeros auxiliares de clínica, sin formación académica alguna exigida. Bajo la dependencia funcional y supervisión de los A.T.S. se dedican a cubrir las necesidades más básicas de los pacientes.
- En el año 1973, se aprueba el Estatuto de Personal Sanitario No Facultativo de la Seguridad Social (Orden del Ministerio de Trabajo de 26 de abril de 1973), en el que por primera vez legislativamente se recoge la figura del auxiliar de clínica.[13]
- En el año 1975, se inicia la formación profesional del auxiliar de clínica con la puesta en marcha del Título de Formación Profesional, Rama Sanitaria (FP I).[14]
- En el año 1984, se incluye la exigencia del título de FP, Rama Sanitaria (FP I) a todos aquellos trabajadores auxiliares de clínica que pretendan trabajar en instituciones sanitarias de la Seguridad Social.
- En el año 1986, la Orden de 26 de diciembre de 1986 del Ministerio de Sanidad y Consumo crea la categoría profesional del auxiliar de enfermería, que sustituye a la del auxiliar de clínica, y se genera así la plena integración en los equipos de enfermería.[15]
- En el año 1990, la Ley Orgánica de Ordenación General del Sistema Educativo (LOGSE) produce cambios importantes en la enseñanza reglada de la FP en España. Mediante los Decretos 546/1995 y 558/1995 se establece el currículo formativo y la nueva denominación del título profesional denominado Técnico en Cuidados Auxiliares de Enfermería.[16]
- En el año 2007, el Instituto Nacional de Cualificaciones Profesionales cataloga al título de Técnico en Cuidados Auxiliares de Enfermería, antes Nivel 2 (perteneciente a los ciclos formativos de grado medio), como Nivel 3 (perteneciente a los ciclos formativos de grado superior) de cualificación profesional, titulación hasta ahora en contraste externo, según el Catálogo Nacional de Cualificaciones Profesionales Familia Profesional de Sanidad, editado por el Ministerio de Educación y Ciencia.

### Especialidades
Enfermería, al estudiar la biología, psicología y socioantropología del ser humano, tiene a su disposición diversas y numerosas especialidades. Enfermería tiene especialidades exclusivas para profesionales de enfermería, y también tiene disponibles otras especialidades de carácter interdisciplinario.
- Enfermería Cardiorrespiratoria[17]
- Enfermería Psiquiátrica[18]
- Enfermería Oncológica[19]
- Enfermería en Cuidado Crítico[20]
- Enfermería Nefrológica[21]
- Enfermería en salud ocupacional[22]
- Enfermería familiar y comunitaria
- Enfermería médico quirúrgica
- Enfermería materno-perinatal[23]
- Gerencia Hospitalaria
- Psicopatología y estructuras clínicas[24]
- Psicología médica y de la salud[25]
- Administración en salud
- Enfermería en investigación y ensayos clínicos
- Enfermería Penitenciaria[26]
- Enfermería Militar[27]
- Enfermería Escolar
- Enfermería en Cuidados Paliativos
- Auditoría en salud
- Salud mental
- Enfermería Geriátrica y/o Gerontológica
- Coordinación médica
- Epidemiología
- Enfermería Forense
- Enfermería en Quemados
- Enfermería Neurológica[28]
- Enfermería Oftalmológica[29]
- Salud pública
- Enfermería Dermatológica[30][31]
- Enfermería Dermoestética
- Gestora Enfermera[32][33][34][35][36][37]

#### Títulos de Enfermero Especialista en España
Para acceder a la formación de enfermero especialista en España, se debe realizar el examen de Enfermero Interno Residente (EIR), a nivel nacional y tras una residencia de dos años, obtiene el título de especialista por el Ministerio de Educación. Las especialidades reconocidas actualmente son:
- enfermería de cuidados médico-quirúrgicos (actualmente no se ofertan plazas de esta especialidad)[38]
- enfermería de salud mental
- enfermería del trabajo
- enfermería familiar y comunitaria
- enfermería geriátrica
- enfermería obstétrico-ginecológica
- enfermería pediátrica
- enfermería militar
- enfermería penitenciaria

También se pueden especializar realizando un máster Universitario y un doctorado.

### Europa
Con la adaptación del Plan Bolonia se trató de unificar los estudios a nivel europeo, facilitando la movilidad dentro del territorio con la homologación directa gracias a una teórica compatibilidad. Sin embargo, existen grandes diferencias entre los estudios de enfermería en España y otros países.

## Historia de la enfermería

### Primeros tiempos
Contrariamente a la percepción de algunos, la enfermería profesional fue un campo exclusivamente dominado por hombres durante gran parte de la historia de la humanidad. Cuando la primera escuela de enfermería del mundo fue abierta en India en el 250 a. C., debido a creencias religiosas, solo los hombres fueron considerados lo suficientemente "puros" para ser enfermeros.
La enfermería fue principalmente ejercida por hombres durante el Imperio bizantino. En la antigua Roma el término "nosocomial" significaba "hospital en sí", procedente de nosocomi, el hombre que proporcionaba cuidados enfermeros en la antigua Roma y diagnosticaba enfermedades a sus pacientes.
Según indica Collière, el origen de las prácticas de cuidados está ligado a las intervenciones maternales que aseguraban la continuidad de la vida y de la especie. La alimentación, como necesidad básica que implica suplencia y ayuda (por parte de la madre o sustituta) en los primeros estadios evolutivos del hombre, es considerada como la práctica de cuidados más antigua.
Desde la época de Homero y de Sócrates existe constancia de que se tenía en cuenta que el hecho de autocuidarse desde la perspectiva de la limpieza mantendría la vida y la prosperidad en una persona.
Febe (60 d. C.) es la única mujer a la que se cita como diaconisa en el Nuevo Testamento (Romanos 16:1-2). Atendía a los pobres en sus hogares y con el tiempo se convirtió esta labor en parte primordial del trabajo de las diaconisas. No obstante, no se la relaciona con la enfermería.

### Edad Media
El cristianismo y su organización tuvo vínculos históricos importantes con las prácticas de cuidados de enfermería desde los monasterios a través de las órdenes religiosas, así como desde la conquista de Tierra Santa, con las cruzadas. Como consecuencia del pensamiento medieval relacionado con la reconquista de los Santos Lugares, surgió un movimiento organizado, que cristalizó con el fenómeno histórico de las cruzadas, las cuales dieron lugar a la aparición de tres tipos de figuras: el guerrero, el religioso y el enfermero. La demanda de hospitales y sanitarios en las rutas seguidas por los cruzados propició la aparición de las órdenes militares dedicadas a la enfermería: los caballeros de la Orden de San Juan de Jerusalén, los caballeros Teutónicos y los caballeros de la Orden de San Lázaro de Jerusalén. En España, la primera institución destinada a acoger enfermos fue el Hospital del Obispo Masona, en Mérida, en el siglo VI, según Domínguez Alcón y el Diccionario Eclesiástico de España.
Entre los hospitales medievales donde se desarrollaban actividades de enfermería, se encuentran El Hôtel-Dieu de París y Lyon, el Santo Spirito de Roma, el Hospital de la Seo de Tortosa, el Hospital de Mérida, y el Hospital d'en Clapers de Valencia, de los cuales, según datos recogidos por Domínguez Alcón, los dos primeros perduran en la actualidad.
El llamado movimiento beguino, constituido por «mujeres santas» que cuidaban enfermos, se diferencia dentro del entramado histórico-cristiano-caritativo ligado a los cuidados de enfermería fundamentalmente en que no asume los votos preceptivos de las órdenes religiosas.
Las denominaciones de las personas encargadas de proporcionar cuidados de enfermería han variado a lo largo de la historia en función de la época y el contexto donde estos se desarrollaban (hospitales, leproserías, órdenes militares, órdenes religiosas y ámbitos domésticos): macipa, mossa, clavera, donado, donada, hospitaler, hospitalera y enfermero.
Según la historiografía estudiada hasta ahora, los administradores o procuradores de los hospitales eran varones, salvo en el Hospital del Rey de Burgos.

### Edad Moderna
Hasta el año 1500, la escasa atención en cuanto a la reglamentación de los cuidados de enfermería, practicados en ámbitos domésticos, propició una variedad de grupos que ejercían estas actividades fuera de los ámbitos institucionales: nodrizas (didas), parteras o comadronas, grupos dedicados al cuidado a domicilio y grupos dedicados a otras prácticas sanadoras.
En el siglo XVI, la Reforma Protestante tuvo graves consecuencias para los cuidados de salud, debido a la supresión de las instituciones de caridad. La filosofía protestante indica que «no son necesarias las obras de caridad para obtener la salvación». Esto se traduce en un abandono de la consideración del cuidado de enfermería que continuaba existiendo en el ámbito católico.
Entre los años 1500 y 1860, la enfermería tuvo su peor momento, debido a que la idea predominante era que la enfermería constituía más una ocupación religiosa que intelectual, por lo que su progreso científico se consideraba innecesario. Además, tras la Reforma Protestante se produjo una desmotivación religiosa para dedicarse al cuidado de enfermos entre las personas laicas y una relegación a antiguas pacientes, presas y otras personas de los estratos más bajos de la sociedad de la actividad de aplicar cuidados. M. Patricia Donahue denominó a este período la «época oscura de la enfermería».
Los avances en otras ciencias, como el invento del microscopio, proporcionaron a todas las hoy llamadas ciencias de la salud, incluida la enfermería, la posibilidad de procurar a las personas un mayor nivel de bienestar.
El Instituto de Diaconisas de Kaiserwerth, creado en 1836 por el pastor protestante Theodor Fliedner (1800-1864), supuso para la enfermería el inicio de una formación reglada, para enfermeras. Este hecho, acaecido en el ámbito protestante, puede suponer en un análisis superficial una contradicción; sin embargo, el propio caos y desorganización de los cuidados de enfermería protestantes fue lo que exigió una reglamentación formal y específica para ejercer la profesión.

### Edad Contemporánea

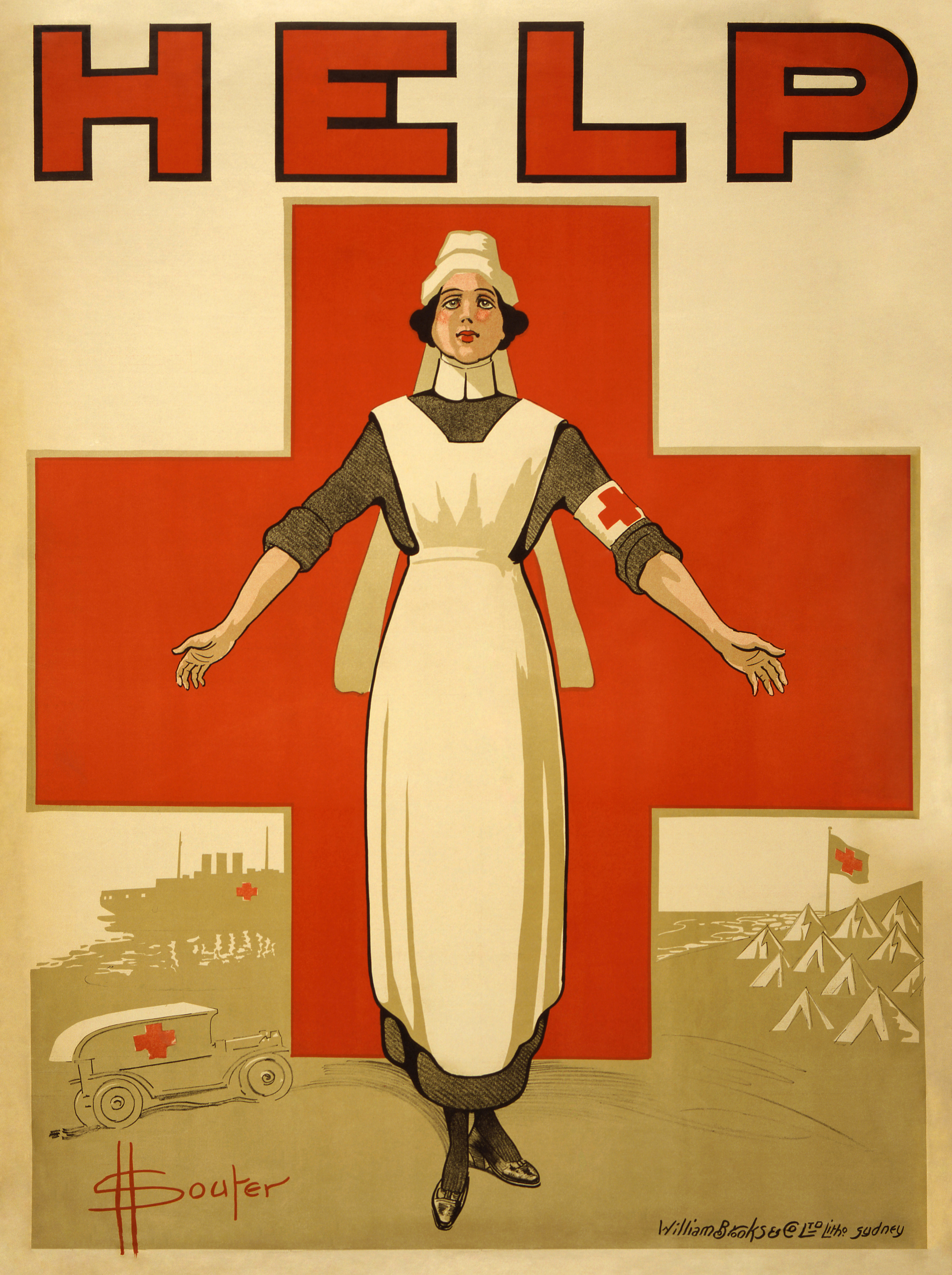
Un póster de la Cruz Roja para reclutar enfermeras durante la Primera Guerra Mundial

Según Eileen Donahue Robinson, el libro Notas sobre la enfermería (Notes on Nursing), publicado por Florence Nightingale en 1859 —tras sus experiencias en la guerra de Crimea—, supuso «un texto de crucial influencia sobre la enfermería moderna». En 1860 se inauguró la Nightingale Training School for Nurses («Escuela Nightingale de Formación para Enfermeras»), la cual constituyó una institución educativa independiente financiada por la Fundación Nightingale. La originalidad del proyecto fue considerar que debían ser las propias enfermeras las que formasen a las estudiantes de enfermería mediante programas específicos de formación y haciendo hincapié tanto en las intervenciones de enfermería hospitalarias como extrahospitalarias, para el mantenimiento y promoción de la salud tanto del individuo como de las familias. Nigthingale, reformadora del concepto de enfermería, le dio una nueva directriz a la ciencia del cuidado del ser humano, además de diferenciar lo que era medicina de enfermería desde el punto de vista de que la enfermería situaba al paciente en las mejores condiciones para que la naturaleza actuase sobre él en un ambiente limpio libre de agentes patógenos.
En España, a mediados del siglo XIX comenzarían los primeros movimientos asociacionistas de las profesionales auxiliares de medicina (en las que se encontraría la enfermería) a través de la prensa profesional. Ello supuso el inicio de la modernización de sus competencias, destacando el título universitario oficial de enfermera por la Universidad Central de Madrid a partir de 1915.
En Estados Unidos, según Donahue, el primer texto sobre enfermería se publicó en 1885 por la señora Clara Weeks Shaw, y la primera revista nacional sobre enfermería, The Trained Nurse and Hospital Review, apareció en 1888. Según Donahue, Lilian Wald fue la precursora de lo que hoy se entiende como Enfermería Comunitaria, por medio de un proyecto que comenzó en Nueva York en 1893 como una organización filantrópica, y que constituiría la base para el posterior desarrollo de la Salud Pública en dicho país. En España no se puede hablar de un origen específico de la Enfermería de Salud Pública, ya que las ideas anglosajonas no tuvieron mucho eco entre las enfermeras españolas, hasta que en 1933 se crearon las 50 primeras plazas de enfermeras visitadoras y sanitarias. Posteriormente, Mrs. Benford Fenwick fundaría el Consejo Internacional de Enfermeras, la más antigua de todas las organizaciones internacionales para trabajadores profesionales. En 1922, en la Universidad de Indiana, se fundó la Sigma Theta Tau, una organización que promueve la investigación y dirección de Enfermería. Sus miembros son seleccionados de acuerdo con sus logros académicos y calidad profesional, y entre ellos figuran estudiantes, estudiantes graduados en Programas de Enfermería y dirigentes de Enfermería Comunitaria.
A principios del siglo XX, en los Estados Unidos se admitía, por lo general, que la legislación sobre la aprobación estatal para la Enfermería elevaría a las personas que la practicaban a un nivel profesional mediante el establecimiento de unas normas educativas mínimas para las escuelas de Enfermería. Sin embargo, a medida que la demanda de enfermeros crecía, se establecieron más escuelas de Enfermería de distinta calidad, circunstancia que hizo poco por mejorar el nivel de la profesión.
En la Segunda Guerra Mundial, la enfermería adquirió mayor importancia y relieve. En los últimos días de la guerra un artículo de Bixler y Bixler en la revista Am. J. of Nursing valoraba la enfermería como una profesión. Los siete criterios para una profesión identificados por estos autores eran aplicables a la enfermería de la forma en que se practicaba en ese momento y justificaban la consideración de la enfermería como profesión. Bixler y Bixler revisaron sus criterios y el nivel profesional de la enfermería 14 años después y observaron que ambos continuaban siendo válidos.

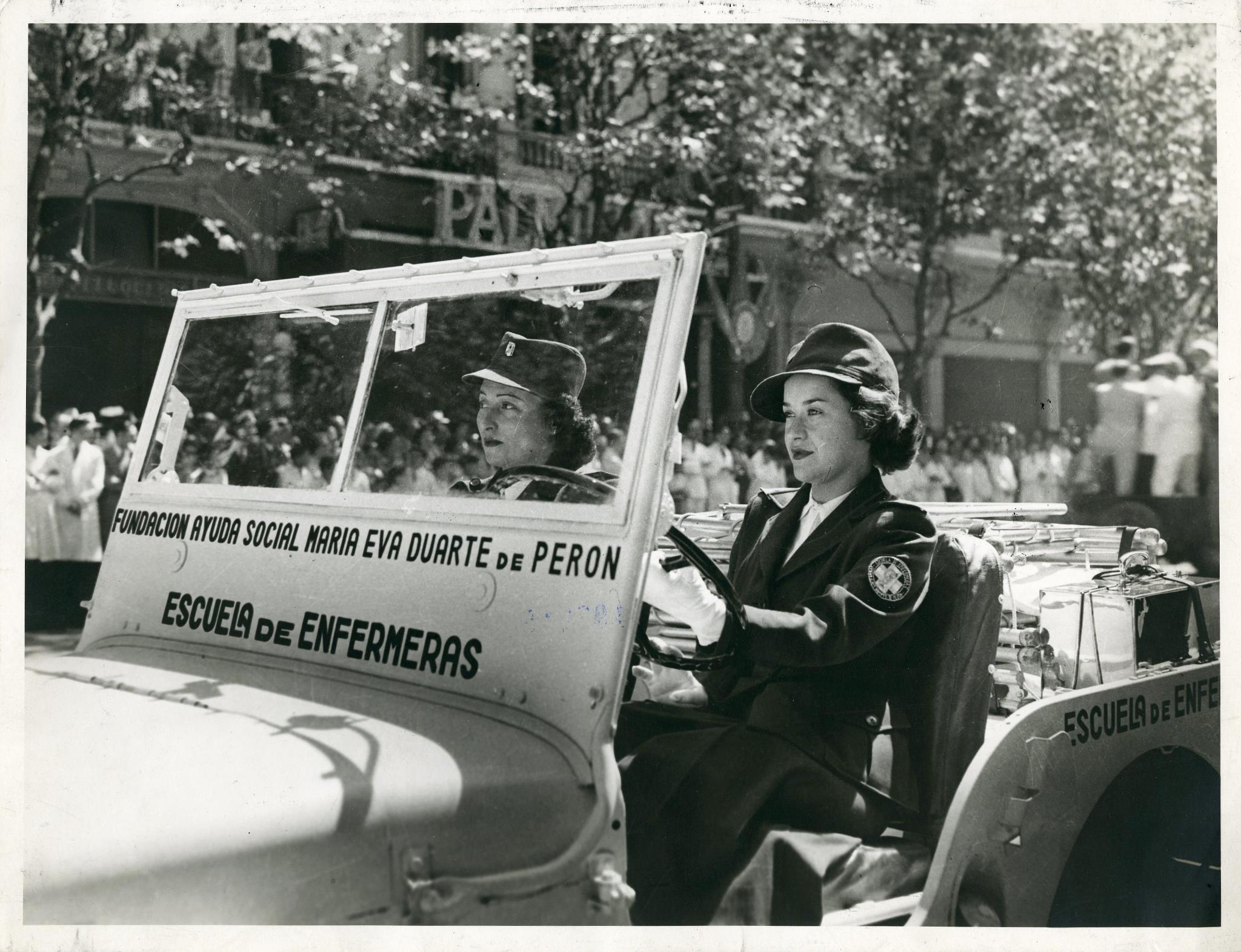
Integrantes de la Escuela de Enfermeras de la Fundación Eva Perón, 1948.

Hasta la década de 1950 no se empezó a plantear en serio la necesidad de desarrollar, articular y contrastar una teoría global de enfermería, y casi un siglo después de Nightingale comenzaron a aparecer en la literatura estadounidense nuevos aportes sobre la definición de la profesión y sus funciones:
En 1955, Virginia Henderson publicó: 

la única función de una enfermera es prestar asistencia a la persona enferma o sana, en la realización de aquellas actividades que contribuyan a la salud o a su recuperación (o a una muerte tranquila) y que ella realizaría sin ayuda si tuviera la fuerza, la voluntad o el conocimiento necesarios, siempre con el objetivo de ayudarle a alcanzar la independencia con la mayor rapidez posible. Identificó 14 necesidades básicas, entre las que se incluyen, además de las fisiológicas, necesidades psicológicas y sociales.

En 1958, Dorothea Orem escribió: «la enfermería es un servicio humano cuyo aspecto esencial es atender a la necesidad personal de realizar actividades de autocuidado de forma continua para el mantenimiento de la salud o la recuperación tras la enfermedad o la lesión». En su definición incluía a las personas como parte importante de su propia recuperación y al enfermero como facilitador de su autonomía.
También en 1958, Ami Francis Brown, en su libro Enfermería Medicoquirúrgica, insistía en «la asistencia y el cuidado de enfermería al paciente como función central de la profesión».
En 1962, Gertrud B. Ujhely afirmaba que el cuidado es el «apoyo que se da al paciente frente a la enfermedad», y que la razón de ser de la enfermería es «sostener al paciente durante su lucha contra la enfermedad», con la relación interpersonal como factor fundamental del cuidado.
En 1964, Lydia E. Hall consideraba las funciones de enfermería extendidas en tres círculos: cuerpo-cuidados, enfermedad-curación y persona-introspección, compartidos en diferentes grados con otros profesionales. Sostenía que los cuidados de enfermería eran más necesarios cuanta menor atención médica se recibía y que la atención que realizaban los enfermeros aceleraba la recuperación.
Hall identificó los siguientes cinco criterios de actitud con la profesionalidad:
- uso de organizaciones profesionales como referentes importantes;
- creencia en la autorregulación, lo que conlleva a la idea de que solo los profesionales que de un área específica pueden establecer las normas para su práctica;
- creencia en el servicio al público como parte esencial de la profesión;
- sentimiento de considerar el campo o el compromiso con la profesión como un interés fundamental y un deseo que va más allá de la recompensa económica;
- autonomía cuando el profesional debe tomar decisiones sobre su trabajo basadas en las normas del mismo y en el código deontológico.

También en 1964, Hildegard Peplau planteaba que lo realmente profesional en la enfermería era la relación enfermero-paciente en el aspecto psicodinámico de los cuidados. Consideraba el cuidado «un proceso educativo que tiende al desarrollo y crecimiento personal», con las relaciones interpersonales y la labor educativa como elementos básicos. Su principal aporte fue destacar la labor comunicativa de la enfermería e identificar funciones relacionadas con la asistencia en la educación para la salud y la docencia en el ejercicio de formación de nuevos profesionales.
En 1970, Martha Rogers postulaba que el modelo conceptual de enfermería se construye alrededor del proceso vital del ser humano, y que los conocimientos deben ser aplicados en la práctica de los cuidados. Concebía la enfermería como arte o ciencia, identificando una única base de conocimientos procedente de la investigación científica y el análisis lógico que puede trasladarse a la práctica. Estableció la importancia de la investigación que perdura hasta la actualidad. Para Rogers, el mantenimiento y la promoción de la salud deben llegar a ser las primeras funciones del enfermero y las considera aún más importantes que el tratamiento de las enfermedades. También explicitaba la necesidad de tener en cuenta la promoción y la prevención en la definición de las funciones de la profesión.
Callista Roy (1970) suponía que el hombre es un ser biopsicosocial que vive dentro de un entorno, que junto con la personalidad influye en él, provocando el desarrollo de formas de adaptación. La atención del enfermero sería necesaria cuando dichas respuestas fuesen ineficaces. Peplau, Rogers y Roy se engloban en los llamados modelos de interrelación, que son los más recientes y avanzados.
También en 1970, Beverly Witter Du Gas publicó el Tratado de enfermería práctica, donde se indica que «el cuidado constituye el papel de la enfermería», y que el proceso de atención consta de una serie de pasos realizados por el enfermero para planear y cumplir la función de «cuidar». El proceso de atención de enfermería aporta a la profesión un método científico para la realización de sus funciones.
A inicios de la década de 1980, Rosamaria Alberdi expuso que el enfermero tiene la función de ocuparse de las necesidades de salud del paciente o de los grupos sociales. En esta definición aparece por primera vez la atención a grupos sociales por parte del personal de enfermería.
En 1986, Yyer, Tapatich y Renocchi-Losey planteaban que «la enfermería es un arte que sabe cuidar al paciente mientras dura la enfermedad, y también está orientada a ayudar al ser humano a alcanzar el máximo de salud a lo largo de su ciclo vital». Consideraban la realización de un plan de cuidados como eje director de la acción enfermera.
A finales de los años 1980, María Consuelo Castrillón consideraba que la práctica de enfermería está conformada por tres funciones básicas realizadas en ámbitos sociales diferentes: cuidar la salud, administrar el cuidado de enfermería y los servicios de salud y educar para la salud.
En España, el 4 de diciembre de 1953 se unificaron en ATS (Asistente Técnico Sanitario) los estudios de auxiliares sanitarios siguiendo el modelo de especialidades médicas con el objeto de proporcionar mayor formación posbásica a los profesiones de matronas, practicantes y enfermeros, de modo que las matronas pasaron a ser una especialidad de ATS (BOE del 12 de febrero de 1957, Decreto de enero de 1957. Para fisioterapia, BOE del 23 de agosto, Real Decreto del 26 de julio de 1957). En 1977 (Decreto 2128), se transformaron en España las enseñanzas conducentes al título de ATS por las de DUE (Diplomado Universitario en Enfermería). Este hecho histórico supuso el reconocimiento por parte de la Institución Universitaria de la Enfermería como disciplina en proceso de construcción y como profesión de carácter universitario con todo lo que ello implica: reconocimiento científico y académico de la antigua actividad del cuidado de enfermería, crecimiento doctrinal y la posibilidad futura de acceder a todos los grados académicos (licenciatura y doctorado).
En la actualidad, en Estados Unidos se ofrecen dos programas de doctorado en enfermería: el doctorado académico y el doctorado en ciencias de la enfermería. Esto supone la consecución del máximo grado académico para la enfermería en el contexto estadounidense. Asimismo, este «doble doctorado» supone exigencias académicas que configuran, sin duda, el conocimiento de enfermería y la identidad profesional. Para pertenecer a la Academia Norteamericana de Enfermería (American Academy of Nursing), es necesario haber realizado trabajos de investigación inéditos que supongan un aumento del corpus de conocimientos de enfermería. Este hecho es análogo para todas las disciplinas científicas así como para sus respectivas academias. En España, con el programa de estudios resultante del Proceso de Bolonia, la enfermería ha alcanzado su máximo desarrollo, pues es posible obtener el doctorado en enfermería, que facilita la labor de investigación y consecuentemente el desarrollo de la profesión.